# Parigné-le-Pôlin

Parigné-le-Pôlin este o comună în departamentul Sarthe, Franța. În 2009 avea o populație de 1,073 de locuitori.